# New York Tribune Building
El New York Tribune Building fue un edificio construido en 1875 en la ciudad de Nueva York y diseñado por Richard Morris Hunt. Fue edificado como la sede del New York Tribune, y consistía en una estructura de ladrillo y mampostería rematada por un reloj de torre. Tenía una altura de 79 metros y fue demolido en 1966.
El Tribune Building se localizaba en 154 Printing House Square, en las calles Nassau y Spruce, junto al New York World Building, sede del diario New York World. El Tribune Building fue uno de los primeros edificios de gran altura con ascensor.
Originalmente el edificio tenía nueve pisos, pero entre 1903 y 1905 se añadieron otros nueve pisos diseñados por los arquitectos D'Oench & Yost y L. Thouyard. El edificio es considerado por algunos como el primer rascacielos de la historia.
El edificio fue demolido en 1966 para construir el 1 Pace Plaza, pieza central del campus de la Pace University, como parte del proyecto de renovación urbana que incluía también el World Trade Center.